# Strandbergs Forlag
Strandbergs Forlag (opr. Julius Strandbergs Forlag) er et dansk forlag, grundlagt 1861 af typograf Julius Strandberg.
Det blev hurtigt kendt for sine skillingsviser, som Strandberg selv var forfatter til. Ofte på kendte melodier.
Dengang havde man ikke radio og andre musikkilder i hjemmene, og disse skillingsviser bidrog derfor dels til at sprede aktuelle nyheder og samtidig give en mulighed for fællessang i hjemmet. Forlaget blev en stor succes og eksisterer stadig. I 2011 fejrer forlaget sin 150 års fødselsdag.
Efter Julius Strandbergs død gik forlaget i arv gennem flere generationer indtil 4. generation i 2006 solgte forlaget til en ejer uden for familiekredsen – Niels Nørgaard.
Forlaget har blandt andet udgivet bøger med Sigurd Barrett, tegneserier med Fyrtårnet og Bivognen, LP-plader med Maria Stenz og Frits Helmuth samt en række lokalhistoriske bøger i serien Fra det nu forsvundne... I 2010 udkom bogen Mercedes-Benz i Danmar, en danmarkshistorie set gennem et bilmærke.
I dag er forlaget hjemmehørende i Charlottenlund.